# Pseudectroma auricorpus
Pseudectroma auricorpus är en stekelart som beskrevs av Girault 1915. Pseudectroma auricorpus ingår i släktet Pseudectroma och familjen sköldlussteklar. Inga underarter finns listade i Catalogue of Life.